# Ляс-Стоцький
Ляс-Стоцький (пол. Las Stocki) — село в Польщі, у гміні Конськоволя Пулавського повіту Люблінського воєводства.
Населення — 211 осіб (2011).

## Демографія
Демографічна структура станом на 31 березня 2011 року:
|          | Загалом | Допрацездатний вік | Працездатний вік | Постпрацездатний вік |
| -------- | ------- | ------------------ | ---------------- | -------------------- |
| Чоловіки | 108     | 17                 | 69               | 22                   |
| Жінки    | 103     | 14                 | 48               | 41                   |
| Разом    | 211     | 31                 | 117              | 63                   |